# Giò Pomodoro
Giò Pomodoro (né Giorgio Pomodoro à Orciano di Pesaro le 17 novembre 1930 et mort à Milan le 21 décembre 2002) est un sculpteur, orfèvre, graveur et scénographe italien. Il est considéré comme l'un des sculpteurs abstraits les plus importants sur la scène internationale du XXe siècle. Il est le frère cadet du sculpteur Arnaldo Pomodoro.

## Biographie
En 1945, La famille s'installe à Pesaro, il étudie à l'Institut Technique des Géomètres et fait un apprentissage avec son frère Arnaldo, également sculpteur, dans un atelier d'orfèvrerie. Diplômé en 1951, il est appelé pour le service militaire, qui se déroule entre 1952 et 1953, d'abord à Sienne, puis à Bologne et enfin à Florence où il visite quotidiennement les musées et se rapproche du milieu artistique qui gravite autour de la galerie Numero.
En 1954, après la mort de son père, il s'installe à Milan avec sa mère, sa sœur et son frère ; avec ce dernier, il entreprend une recherche artistique dans le domaine de l'orfèvrerie. En même temps, sous l'acronyme Studio 3P, il expose à la galerie Numero à Florence et à la galerie Montenapoleone à Milan, et participe à la Xe Triennale de Milan. Les expositions se multiplient à Paris (Galerie de France), 1955, Rome (galerie Obelisco), Milan (galerie Naviglio) et Venise (galerie Cavallino), en 1956 Pomodoro est invité à la XXVIIIe Biennale de Venise. En 1957, il participe de nouveau à la Triennale de Milan et commence à écrire pour le magazine Il Gesto, un périodique d'avant-garde. Il participe à l'exposition Nuclear Art (Milan, galerie S. Fedele) et rejoint le groupe Continuity, travaillant avec Franco Bemporad . En 1958, une exposition personnelle lui est dédiée à la galerie milanaise du Naviglio.
Tout au long de la décennie des années cinquante, l'œuvre de Giò et celle de son frère Arnaldo ne se distinguent pas l'une de l'autre étant donné qu'ils travaillent ensemble sur la plupart des bijoux et des petits bas-reliefs qu'ils présentent durant cette période.
À partir de 1953, Pomodoro crée une série de bijoux en utilisant l'ancienne technique du moulage de l'or dans des os de seiche creusés en négatif. Cela lui permet d'obtenir des objets aux surfaces et textures particulières avec un aspect primitif. À partir de 1954, il réalise de petites feuilles gaufrées en or ou argent sur lesquelles il retrace des lignes. Lors de la Biennale de Venise de 1956, il expose une série de reliefs en argent, simplement posés sur une surface de tissu peint ou montés sur des supports en bois de forme spéciale, qu'il dédie au poète Ezra Pound. En 1956, il commence à travailler sur de plus grandes sculptures en bronze et en plomb, donnant aux signes une organisation plus régulière, similaire aux conformations végétales ou minérales. Entre 1957 et 1958, il couvre les surfaces des bronzes avec des itérations de signes épais et des traces géométriques ajustées orthogonalement.
En 1958, il épouse l'artiste Gigliola Gagnoni, se sépare de la revue Il Gesto, et commence deux nouvelles séries : Fluidità contrapposta, qu'il expose en 1959 à l'événement international documenta 2, à Cassel et à la Galerie internationale d'art contemporain à Paris en 1959 ; il remporte la même année le premier prix de sculpture (ex æquo avec Anthony Caro) à la Biennale des jeunes artistes.
Au cours des années 1960, il développe plusieurs séries de sculptures, qui explorent une gamme de formes abstraites avec des surfaces lisses et ondulantes. Les œuvres de la série ont été obtenues en tendant des tissus ou caoutchoucs, en les modifiant avec des tendeurs ou des corps portants, et en versant du plâtre liquide qui se solidifie sur ce support en tension. Les formes en plâtre ainsi obtenues sont ensuite coulées en bronze et polies par un polissage miroir. Il obtient ainsi des surfaces faites de courbes, d'évidements et de protubérances, où l'alternance entre les tendances concaves et convexes est soulignée par l'effet miroir de la matière. Au début des années 1960, il transfère cette recherche au marbre finement poli. Ces travaux ouvrent généralement des espaces vides qui permettent à la lumière d'entrer.
1964 marque la fin de la longue collaboration entre Giò et son frère. Ils se présentent ensemble pour la dernière fois à la XXXIIe Biennale de Venise.

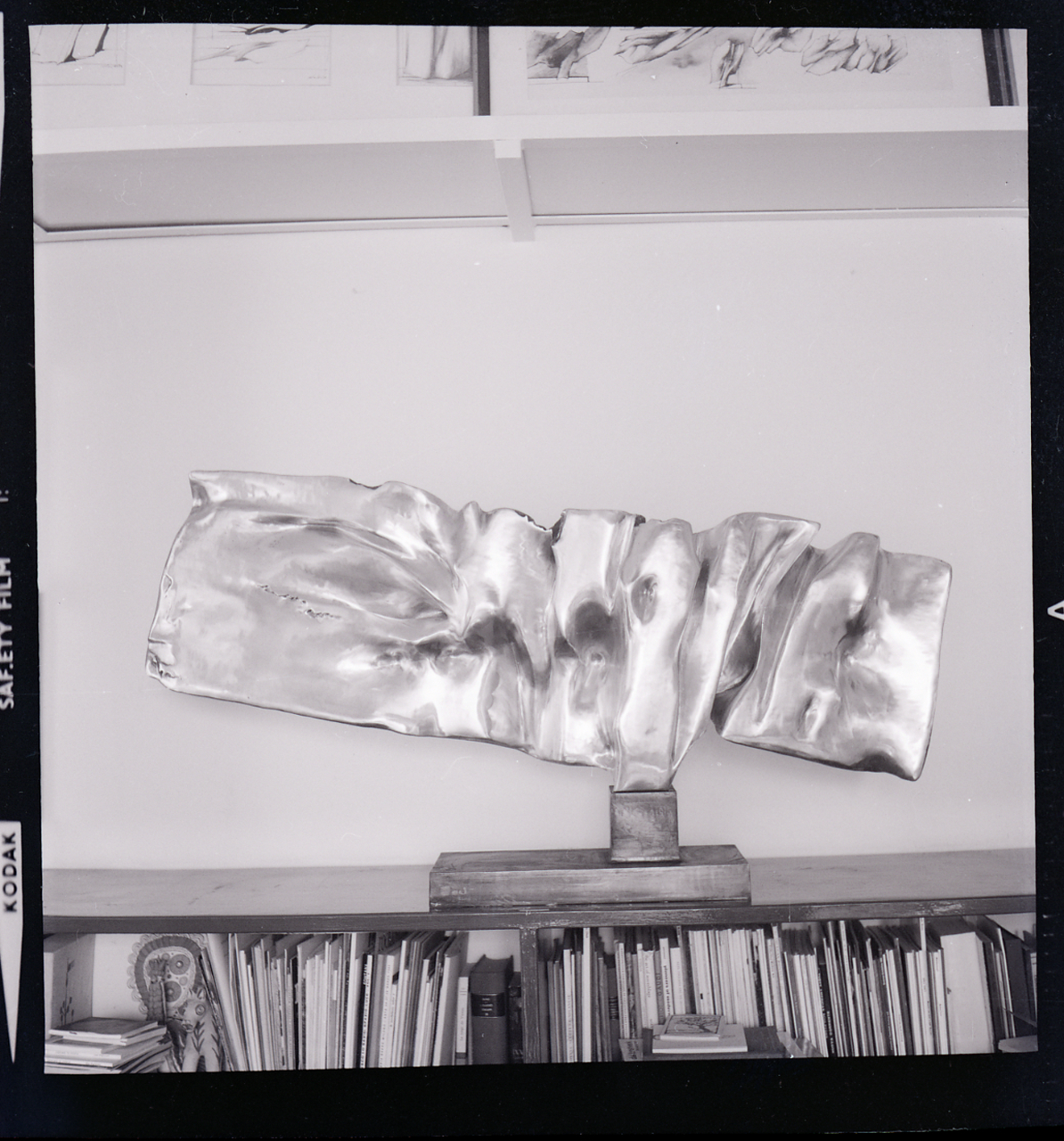
(Milano, 1964) - BEIC 6343292
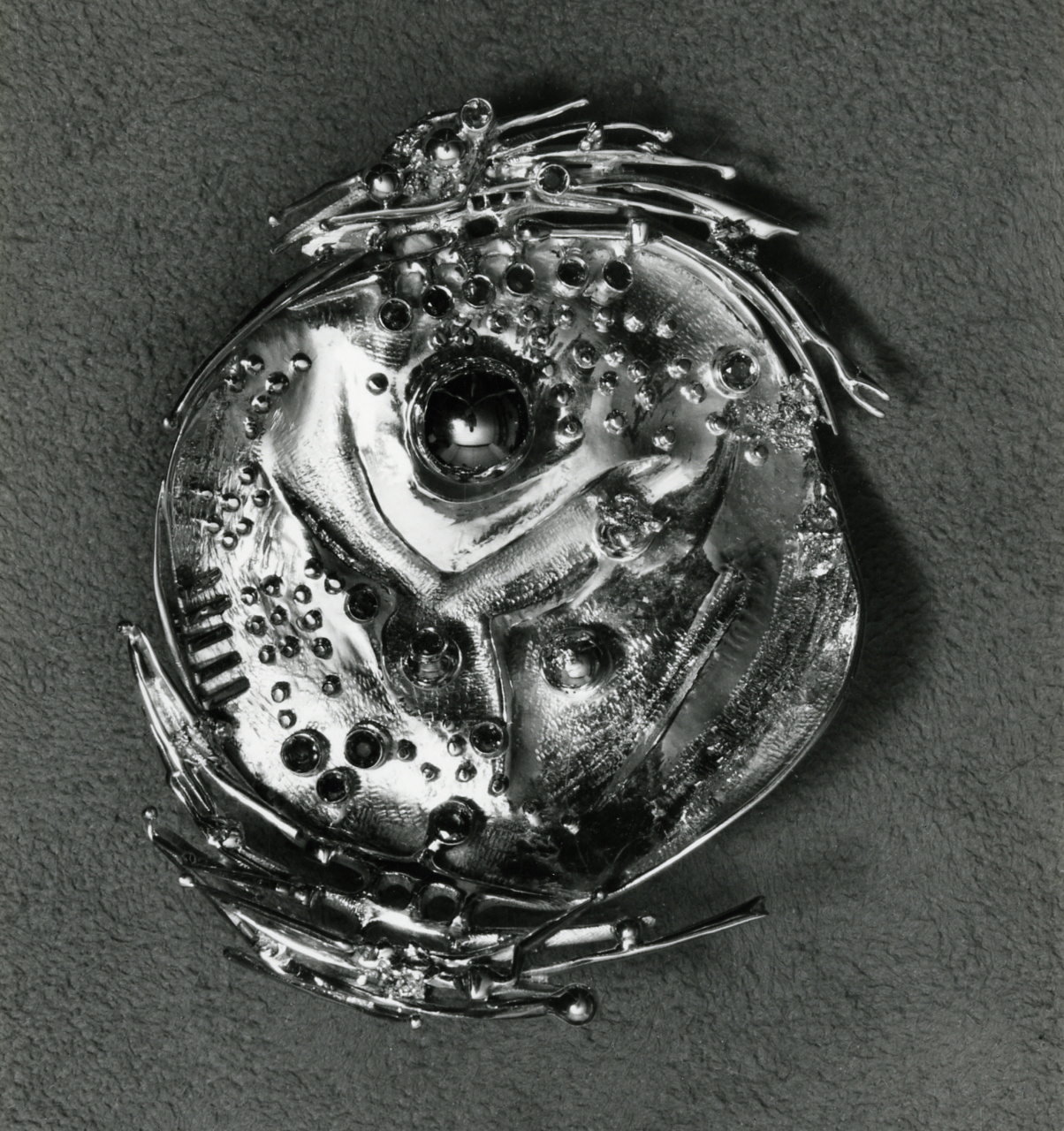
(Italia, 1964) - BEIC 6343303
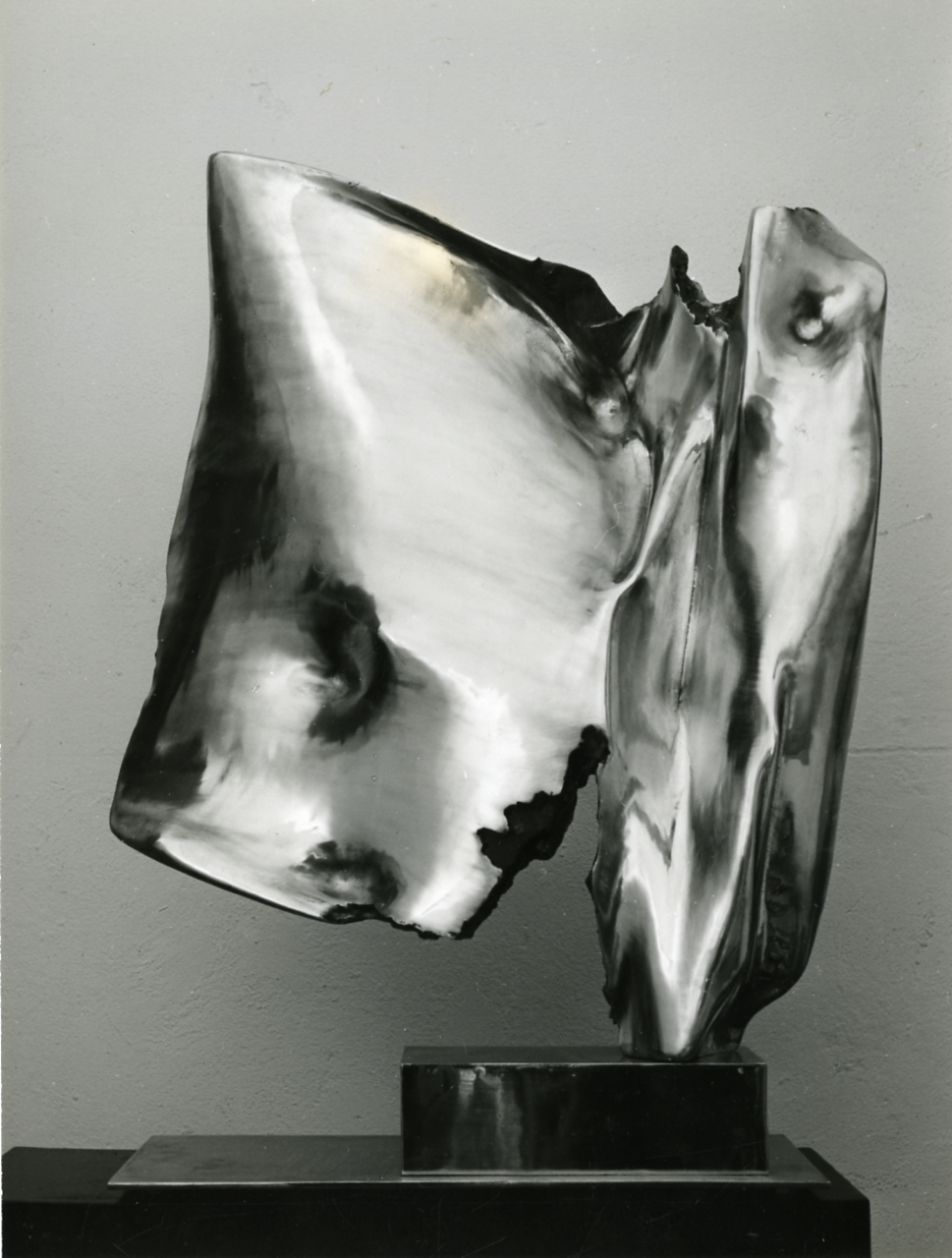
BEIC 6340644
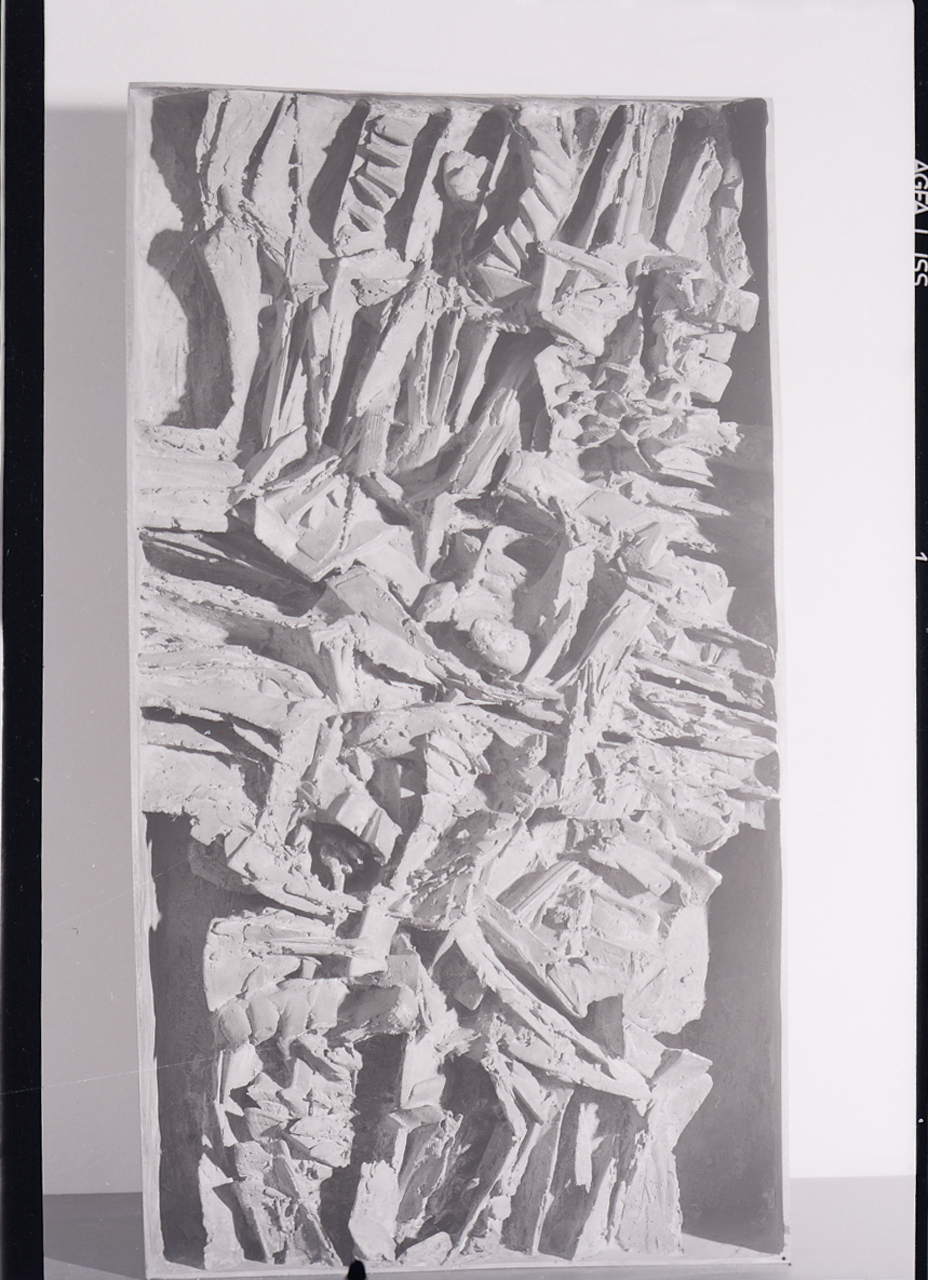
BEIC 6343285
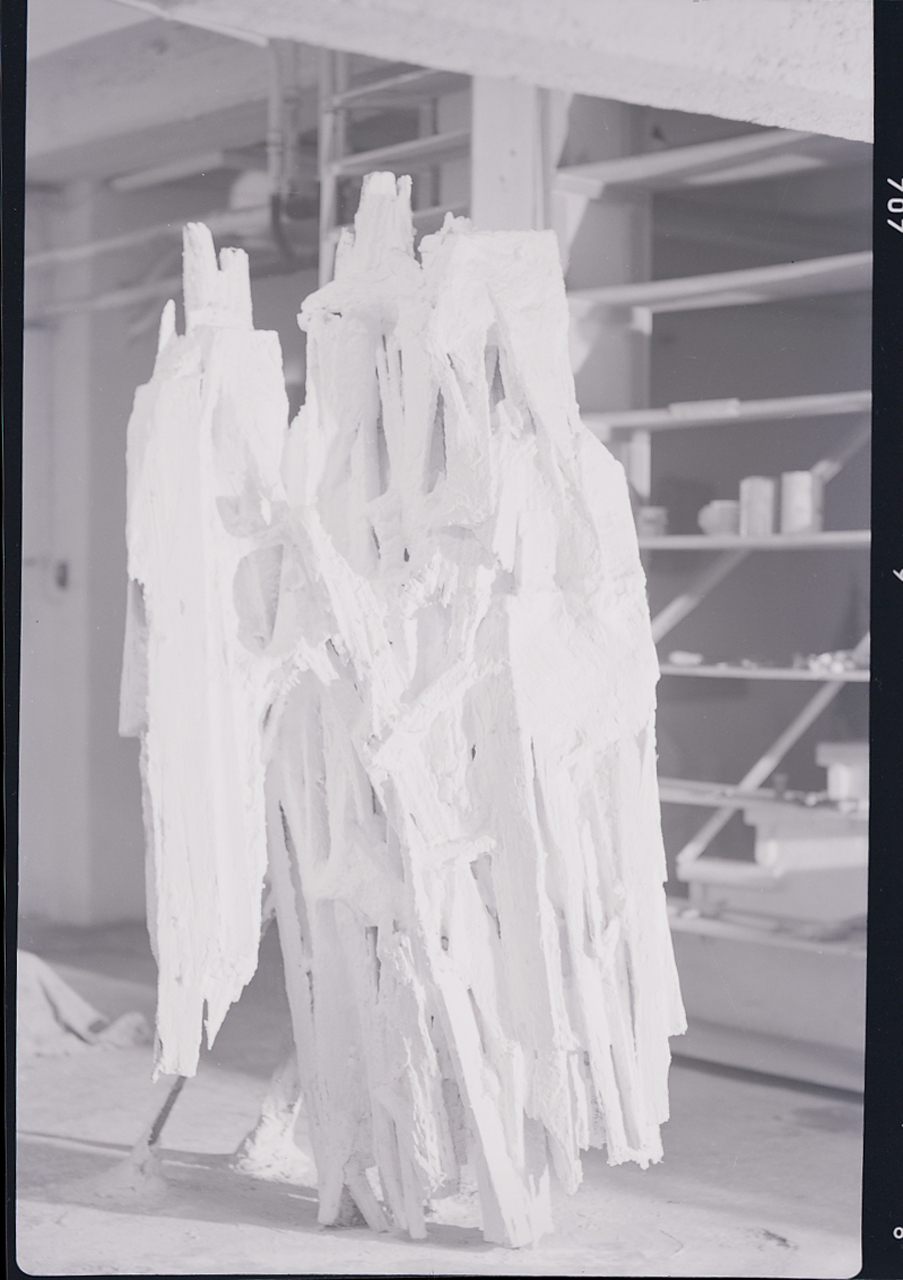
BEIC 6343284

Quelques mois plus tard, la Tate Gallery de Londres achète l'œuvre One (1960, bronze) de la série Superfici in tensione et il est invité à Documenta III. Il entame le cycle de Le crole (Les foules), dont La grande crola (1964, bronze) est acquise par Galerie nationale d'Art moderne et contemporain de Rome et la Grande Ghibellina rejoint la collection Nelson Rockefeller à New York.
Plus tard dans sa carrière, Pomodoro a régulièrement reçu des commandes publiques et a produit quelques sculptures monumentales pour des espaces urbains,.
En 1978, il a également créé les décors de l'opéra La Force du destin de Verdi, monté aux Arènes de Vérone durant l'été. Cette même année, il participe pour la troisième fois à la Biennale de Venise. En 1980, il travaille sur la scénographie de La Flûte enchantée de Mozart, jouée à La Fenice de Venise. En 1984, il participe à sa quatrième et dernière Biennale de Venise.
En 2002, peu de temps avant sa mort, il reçoit le prix du Centre international de sculpture,.